# Langedijk
Langedijk (anhörenⓘ) (westfriesisch Lengedoik) war eine Gemeinde in der niederländischen Provinz Nordholland. Sie hatte eine Gesamtfläche von 27,03 km². Davon sind 3,13 km² Wasser. Ihre Einwohnerzahl betrug am 1. Januar 2021 28.327. Seit dem 1. Januar 2022 ist sie Teil der neuen Gemeinde Dijk en Waard.

## Orte
Die Gemeinde bestand aus mehreren Dörfern, die z. T. durch weiträumige, wasserreiche Neubauviertel aneinandergewachsen sind. Die Dörfer sind: Broek op Langedijk, Oudkarspel, Noord- und Zuid-Scharwoude, St. Pancras und die nördliche Hälfte von Koedijk. Der südliche Teil von Koedijk gehört zur Stadt Alkmaar.
Die Gemeindeverwaltung hatte ihren Sitz in Zuid-Scharwoude.

## Lage und Wirtschaft
Die Gemeinde liegt direkt nördlich von Alkmaar am Nordhollandsch Kanaal (Kanal Alkmaar-Den Helder). Sie liegt in einer ursprünglich sehr sumpfigen, wasserreichen Gegend. Es gibt hier noch immer viele Gräben und große Teiche, die nicht etwa der Verschönerung der Neubauviertel dienen, sondern eine Wasserbergung darstellen. Die sehr fruchtbaren Böden (Klei, Lehm) machten es ab dem 17. Jahrhundert möglich, auf größeren Flächen Gemüse anzubauen. Langedijk ist seither Inbegriff für Kohl. Alle Arten von Kohlgewächsen werden hier angebaut. Die Ernten werden vor Ort versteigert. 

### Museum Broeker Veiling
Das unter Denkmalschutz stehende, über 120 Jahre alte Auktionsgebäude, in das man die Waren mit Booten vorführen konnte und nach dem Verkauf wieder über das Wasser weiterbeförderte, ist jetzt das Museum Broeker Veiling für Auktionen nach holländischer Art ("veiling bij afslag"). 
Das Funktionsprinzip einer solchen Versteigerung stellt sich wie folgt dar: Zu Anfang wird mit Hilfe eines Zeigers, der jenem einer großen Uhr ähnelt, auf einer runden mit Ziffern versehenen Platte ein (zu hoher) Preis angezeigt. Dann wird der Zeiger der „veilingklok“ (wörtlich: Auktionsuhr) langsam bewegt und zeigt einen immer niedrigeren Preis an. Wer als Erster „mijn!“ (= „meins!“) ruft, ist der Käufer, zu dem Preis, den der Zeiger in diesem Moment anzeigt. Später wurde eine elektronisch bediente Anzeigetafel eingeführt, woraufhin die Käufer mittels einer im Sitz eingebauten Fernbedienung bieten konnten. Dieses System ist in den ganzen Niederlanden immer noch in Gebrauch, auch bei Auktionen von Blumen, Eiern, Zierpflanzen und anderen Produkten der niederländischen Land- und Gartenwirtschaft. Im Museum Broeker Veiling kann der Tourist selbst in der hiervor beschriebenen Weise versuchen, eine kleine Partie Blumen oder Gemüse zu erstehen.
Die Metall- und Nahrungsmittelindustrie, der Handel und der Dienstleistungssektor sind andere Wirtschaftszweige, die für Langedijk wichtig sind. Die Nähe zur mittelgroßen Stadt Alkmaar macht es zu einem beliebten Wohnsitz für Pendler.

## Geschichte
Schon zur Zeit Christi war ein Sandrücken auf dem Gebiet dieser Gemeinde besiedelt. Im 10. Jahrhundert geriet es in Besitz der Abtei von Egmond, deren Mönche einen 7,5 km langen Deich aufwerfen ließen, um den vielen Überschwemmungen in diesem Sumpf Einhalt zu gebieten. Die einzelnen Dörfer entstanden im 12. und 13. Jahrhundert rund um Kapellen. Im Jahr 1573 hatte das Gebiet stark durch die Belagerung von Alkmaar zu leiden. Auch 1799 war die Gegend Schauplatz von Kriegshandlungen zwischen französischen und mit den Holländern und Engländern verbundenen russischen Truppen.
Die Bewohner baggerten bereits seit dem Mittelalter den Schlamm aus und erhöhten so ihren Boden, wodurch eine Landschaft von vielen durch Wasser getrennten Parzellen (Land der 1000 Inseln) entstand. Erst im 20. Jahrhundert, als die Landstraßen immer notwendiger wurden, änderte sich diese Lage stark. Aber einige Teile der "Insellandschaft" sind aber noch immer erhalten.

## Politik

### Gemeindeauflösung
Die Gemeinde Langedijk ging zum 1. Januar 2022 gemeinsam mit Heerhugowaard in die neue Gemeinde Dijk en Waard auf.

### Sitzverteilung im Gemeinderat
Die Kommunalwahlen vom 21. März 2018 ergaben folgende Sitzverteilung:
| Partei                  | Sitze | Sitze | Sitze | Sitze |
| Partei                  | 2006  | 2010  | 2014  | 2018  |
| ----------------------- | ----- | ----- | ----- | ----- |
| Dorpsbelang Langedijk   | —     | 3     | 5     | 4     |
| VVD                     | 3     | 4     | 4     | 4     |
| Kleurrijk Langedijk     | 5     | 4     | 3     | 3     |
| GroenLinks              | 2     | 2     | 2     | 2     |
| Senioren Langedijk      | —     | —     | —     | 2     |
| CDA                     | 4     | 3     | 2     | 2     |
| Hart voor Langedijk/D66 | 2     | 2     | 3     | 2     |
| ChristenUnie            | 1     | 1     | 1     | 1     |
| PvdA                    | 4     | 2     | 1     | 1     |
| Gesamt                  | 21    | 21    | 21    | 21    |

## Söhne und Töchter der Gemeinde
- Bruder Andrew (Anne van der Bijl) (1928–2022), evangelischer Missionar und Gründer der Organisation Open Doors
- René Kos (* 1955), Bahnradsportler und Steher-Weltmeister